# Mistrzostwo Polski 1926
Il Mistrzostwo Polski 1926 è stata la 6ª edizione del Campionato polacco di calcio e vide la vittoria finale del Pogoń Lwów.

## Gruppo Ovest
| Pos. | Squadra              | G | Punti | V | N | P | GF | GS |
| ---- | -------------------- | - | ----- | - | - | - | -- | -- |
| 1.   | Warta Poznań         | 4 | 8     | 4 | 0 | 0 | 18 | 4  |
| 2.   | KT Łódź              | 4 | 2     | 1 | 0 | 3 | 5  | 10 |
| 3.   | Ruch Wielkie Hajduki | 4 | 2     | 1 | 0 | 3 | 4  | 13 |

G = Partite giocate; V = Vittorie; N = Nulle/Pareggi; P = Perse; GF = Goal fatti; GS = Goal subiti; 

## Gruppo Sud
| Pos. | Squadra     | G | Punti | V | N | P | GF | GS |
| ---- | ----------- | - | ----- | - | - | - | -- | -- |
| 1.   | Pogoń Lwów  | 4 | 8     | 4 | 0 | 0 | 24 | 2  |
| 2.   | KS Cracovia | 4 | 4     | 2 | 0 | 2 | 23 | 7  |
| 3.   | Lublinianka | 4 | 0     | 0 | 0 | 4 | 1  | 39 |

G = Partite giocate; V = Vittorie; N = Nulle/Pareggi; P = Perse; GF = Goal fatti; GS = Goal subiti; 

## Gruppo Nord
| Pos. | Squadra          | G | Punti | V | N | P | GF | GS |
| ---- | ---------------- | - | ----- | - | - | - | -- | -- |
| 1.   | Polonia Varsavia | 4 | 8     | 4 | 0 | 0 | 20 | 2  |
| 2.   | TKS Toruń        | 4 | 4     | 2 | 0 | 2 | 15 | 8  |
| 3.   | 1 pp leg Wilno   | 4 | 0     | 0 | 0 | 4 | 2  | 27 |

G = Partite giocate; V = Vittorie; N = Nulle/Pareggi; P = Perse; GF = Goal fatti; GS = Goal subiti; 

## Gruppo finale
| Pos. | Squadra          | G | Punti | V | N | P | GF | GS |
| ---- | ---------------- | - | ----- | - | - | - | -- | -- |
| 1.   | Pogoń Lwów       | 4 | 6     | 2 | 2 | 0 | 13 | 5  |
| 2.   | Polonia Varsavia | 4 | 3     | 1 | 1 | 2 | 9  | 8  |
| 3.   | Warta Poznań     | 4 | 3     | 1 | 1 | 2 | 7  | 16 |

G = Partite giocate; V = Vittorie; N = Nulle/Pareggi; P = Perse; GF = Goal fatti; GS = Goal subiti; 